# Roman Ostaszewski
Roman Ostaszewski herbu Ostoja (ur. 3 grudnia 1903 w Rajkach na Wołyniu, zm. 1940) – polski polityk, poseł na Sejm V kadencji w II RP w latach 1938–1939. Syn Kazmierza i Janiny z Kumanowskich, jedna z ofiar zbrodni katyńskiej.

## Życiorys
Pochodził z rodziny ziemiańskiej wywodzącej się z miejscowości Pyszki w pow. Nowogród Wołyński. W latach 1919–1921 służył jako ochotnik w 19 pułku ułanów. W 1922 złożył egzamin maturalny we Lwowie. Od 1924 był w 24 pułku ułanów. W 1925 ukończył szkołę podchorążych rezerwy kawalerii. Był podporucznikiem rezerwy kawalerii.
Następnie zarządzał majątkiem ziemskim w Miękiszu Starym, a od 1935 dzierżawił dobra ziemskie w Tuchli. Oprócz gospodarstwa zajmował się sprawami wsi. W 1929 został wójtem gminy w Miękiszu Starym, a w 1935 wójtem gminy zbiorowej w Laszkach. W 1935 ożenił się z Ireną z Jaźwińskich.
Dnia 6 listopada 1938 został wybrany posłem do Sejmu V kadencji z listy OZN (sanacji) w okręgu wyborczym Przemyśl (nr 74) w Małopolsce.  Otrzymał 110 340 głosów (z 221.120 uprawnionych do głosowania w tym okręgu).
Był odznaczony m.in. Srebrnym Krzyżem Zasługi
Po wybuchu II wojny został aresztowany 19 września 1939 przez NKWD w Czortkowie i osadzony w tamtejszym więzieniu. Wraz z całą grupą został wywieziony najpierw do obozu NKWD w miejscowości Pawliszew Bor – Juchnow k. Smoleńska, potem na krótko do Kozielska, a następnie do Kijowa, skąd w kwietniu 1940 wszystkich wywieziono w nieznanym kierunku. Nikt z tej grupy nie wrócił. Figuruje na tzw. Ukraińskiej Liście Katyńskiej. Został pochowany na otwartym w 2012 Polskim Cmentarzu Wojennym w Kijowie-Bykowni.